# Uzbekistán en la Copa Asiática 2011
La selección de Uzbekistán fue uno de los 16 equipos participantes en la Copa Asiática de 2011, que se realizó en Catar entre el 7 y 29 de enero de ese mismo año. Se clasificó por quinta vez al torneo, luego de obtener el segundo puesto del Grupo C de la ronda clasificatoria. El equipo uzbeko logró llegar hasta las semifinales del torneo, convirtiéndose en el máximo hito del fútbol del antiguo país soviético.

## Clasificación
Uzbekistán fue una de las primeras selecciones en clasificarse al torneo al ganar sus tres primeros partidos. Se tomó la iniciativa cuando Farhod Tadjiyev anotó al minuto 30 ante Emiratos Árabes Unidos en un partido que finalizaría 1-0. Luego, dos victorias por 3 a 1 ante Malasia le darían el pasaje a los centroasiáticos a la competición. La campaña de los uzbekos terminó con una derrota por la mínima diferencia contra Emiratos Árabes jugado en Taskent.
| Equipo                 | Pts | PJ | PG | PE | PP | GF | GC | Dif |
| ---------------------- | --- | -- | -- | -- | -- | -- | -- | --- |
| Emiratos Árabes Unidos | 9   | 4  | 3  | 0  | 1  | 7  | 1  | 6   |
| Uzbekistán             | 9   | 4  | 3  | 0  | 1  | 7  | 3  | 4   |
| Malasia                | 0   | 4  | 0  | 0  | 4  | 2  | 12 | -10 |

| Fecha                   | Lugar                  |                        |  | Resultado |  |                        |
| ----------------------- | ---------------------- | ---------------------- |  | --------- |  | ---------------------- |
| 28 de enero de 2009     | Sarja, EAU             | Emiratos Árabes Unidos |  | 0:1 (0:1) |  | Uzbekistán             |
| 14 de noviembre de 2009 | Taskent, Uzbekistán    | Uzbekistán             |  | 3:1 (0:0) |  | Malasia                |
| 18 de noviembre de 2009 | Petaling Jaya, Malasia | Malasia                |  | 1:3 (0:1) |  | Uzbekistán             |
| 3 de marzo de 2010      | Taskent, Uzbekistán    | Uzbekistán             |  | 0:1 (0:0) |  | Emiratos Árabes Unidos |

## Preparación
Entre el 3 de marzo de 2010 y el comienzo de la Copa Asiática, Uzbekistán disputó cinco partidos amistosos, ganando únicamente uno contra Baréin.

### Partidos amistosos
| Fecha                   | Lugar           |         |                   | Resultado |  |            |
| ----------------------- | --------------- | ------- | ----------------- | --------- |  | ---------- |
| 25 de mayo de 2010      | Ereván, Armenia | Armenia |                   | 3:1 (3:0) |  | Uzbekistán |
| 11 de agosto de 2010    | Durres, Albania | Albania |                   | 1:0 (1:0) |  | Uzbekistán |
| 7 de septiembre de 2010 | Tallin, Estonia | Estonia |                   | 3:3 (1:1) |  | Uzbekistán |
| 12 de octubre de 2010   | Riffa, Baréin   | Baréin  | Bandera de Baréin | 2:4 (1:4) |  | Uzbekistán |
| 25 de diciembre de 2010 | Dubái, EAU      | Baréin  | Bandera de Baréin | 1:1 (0:1) |  | Uzbekistán |

## Participación

### Grupo A
Uzbekistán venció a Catar, los anfritiones, en el partido inaugural. El primero en anotar fue Odil Ahmedov, cuyo lanzamiento tocó en la base del larguero antes de introducirse en la portería al '58. Y a falta de 14 minutos para el final, Server Djeparov aprovechó un fallo defensivo de la retaguardia catarí para sellar la victoria. Los lobos blancos se enfrentaron en la segunda fecha contra Kuwait, inaugurando el marcador cuatro minutos antes del descanso con un tiro libre de Maksim Shatskikh que, desviado por el cuerpo de un compañero, dejó vendido al guardameta Yaqoub Al Taher. Tras la reanudación, el partido subió de revoluciones después del empate de Kuwait, que consiguió Bader Al Mutwa desde el punto penal, como consecuencia de una falta sobre Hamad Nayef. No obstante, un gol determinante del uzbeco Server Djeparov a mediados de la segunda parte sentenció el resultado. Finalmente, los centroasiáticos pasaron de ronda a expensas de China por un empate 2 a 2. Concluido el partido, Vadim Abramov, seleccionador de Uzbekistán, sentenció "Hemos alcanzado nuestro objetivo inicial, que era terminar en el primer puesto de nuestro grupo. Hemos realizado un buen partido. Optamos por una estrategia defensiva y [...] el resultado nos satisface".
| Equipo     | Pts | PJ | PG | PE | PP | GF | GC | Dif |
| ---------- | --- | -- | -- | -- | -- | -- | -- | --- |
| Uzbekistán | 7   | 3  | 2  | 1  | 0  | 6  | 3  | 3   |
| Catar      | 6   | 3  | 2  | 0  | 1  | 5  | 2  | 3   |
| China      | 4   | 3  | 1  | 1  | 1  | 4  | 4  | 0   |
| Kuwait     | 0   | 3  | 0  | 0  | 3  | 1  | 7  | -6  |

| 7 de enero de 2011, 19:15 | Catar | 0:2 (0:0) | Uzbekistán                 | Estadio Internacional Khalifa, Doha                                  |                                                                      |
|                           |       | Reporte   | Ahmedov 58' · Djeparov 76' | Asistencia: 37.143 espectadores Árbitro(s): Yuichi Nishimura (Japón) | Asistencia: 37.143 espectadores Árbitro(s): Yuichi Nishimura (Japón) |

| 12 de enero de 2011, 16:15 | Uzbekistán                   | 2:1 (0:0) | Kuwait                    | Estadio Al-Gharafa, Doha                                            |                                                                     |
|                            | Shatskikh 41' · Djeparov 64' | Reporte   | Bader Ahmed-Al Mutawa 49' | Asistencia: 3.481 espectadores Árbitro(s): Nawaf Shukralla (Baréin) | Asistencia: 3.481 espectadores Árbitro(s): Nawaf Shukralla (Baréin) |

| 16 de enero de 2011, 19:15 | China                      | 2:2 (1:1) | Uzbekistán                 | Estadio Al-Gharafa, Doha                                             |                                                                      |
|                            | Yu Hai 6' · Hao Junmin 56' | Reporte   | Ahmedov 30' · Geynrikh 47' | Asistencia: 3.529 espectadores Árbitro(s): Abdullah Al Hilali (Omán) | Asistencia: 3.529 espectadores Árbitro(s): Abdullah Al Hilali (Omán) |

### Cuartos de final
Los uzbekos se enfrentaron contra Jordania, segundo puesto del Grupo B. Con la batalla librada principalmente en el centro del campo, ambos equipos se dedicaron a lanzar balones largos y las ocasiones de gol fueron escasas y muy distanciadas. El partido cambió de signo justo después del descanso. Bakaev redondeó su doblete en el lapso de tres minutos y otorgó a Uzbekistán una ventaja de 2-0. Primero, el mediocampista se zafó de su marcador para orientar a puerta un tiro libre de Server Djeparov, y a continuación superó de un disparo al guardameta de Jordania, Amer Shafia. Yassen descontó a los 58 minutos anotando el 2-1 para los jordanos.
| 21 de enero de 2011, 19:25 | Uzbekistán     | 2:1 (0:0) | Jordania   | Estadio Internacional Khalifa, Doha                                |                                                                    |
|                            | Bakaev 46' 48' | Reporte   | Yassen 58' | Asistencia: 16.073 espectadores Árbitro(s): Abdul Malik (Singapur) | Asistencia: 16.073 espectadores Árbitro(s): Abdul Malik (Singapur) |

### Semifinales
El rival en esta instancia, a la que los leones blancos llegaban ya haciendo historia, era la selección australiana. Desde el comienzo del encuentro, los australianos dominaron absolutamente los acontecimientos y crearon multitud de ocasiones. El delantero Kewell fue el primero en anotar. En una jugada a balón parado, los socceroos doblaron su ventaja. Después del descanso, los hombres de Vadim Abramov intentaron regresar al partido, y para eso tuvieron que dejar más espacios en su defensa, circunstancia que los australianos aprovecharon para inscribir el tercero. Unos segundos más tarde, la expulsión del atacante Ulugbek Bakaev selló definitivamente la suerte de Uzbekistán. Brett Emerton anotó el cuatro gol de la tarde, para que Carl Valeri y Robbie Kruse definan el partido con un gol cada uno, terminado en un 6-0.
| 25 de enero de 2011, 19:25 | Uzbekistán | 0:6 (0:2) | Australia                                                                      | Estadio Internacional Khalifa, Doha                                                 |                                                                                     |
|                            |            | Reporte   | Kewell 5' · Ognenovski 35' · Carney 65' · Emerton 74' · Valeri 74' · Kruse 83' | Asistencia: 24.826 espectadores Árbitro(s): Ali Al Badwawi (Emiratos Árabes Unidos) | Asistencia: 24.826 espectadores Árbitro(s): Ali Al Badwawi (Emiratos Árabes Unidos) |

### Tercer lugar
El ganador de este partido clasificaría automáticamente, junto a Japón y Australia, a la Copa Asiática 2015. El rival fue Corea del Sur, quienes fueron derrotados por Japón por penales en su último partido. Durante el partido, los surcoreanos se adelantaron en el marcador por medio de Koo Ja-Cheol (17) y Ji Dong-Won (28, 39). Los uzbekos acortaron distancias con un 'doblete' de Alexander Geynrikh (45 de penal, 53), pero quedaron a un paso de forzar la prolongación.
| 28 de enero de 2011, 18:00 | Uzbekistán              | 2:3 (1:3) | Corea del Sur                           | Estadio Jassim Bin Hamad, Doha                                    |                                                                   |
|                            | Geynrikh 45' (pen.) 54' | Reporte   | Koo Ja-cheol 18' · Ji Dong-won 28', 39' | Asistencia: 8.199 espectadores Árbitro(s): Abdullah Bashir (Omán) | Asistencia: 8.199 espectadores Árbitro(s): Abdullah Bashir (Omán) |

## Consecuencias
Uzbekistán no solo logró su mejor participación en una Copa Asiática, también se convirtió en el único país antiguamante soviético (Junto con Rusia) en llegar a semifinales de un torneo continental. Además, los uzbekos lograron ascender 31 puestos en la clasificación mundial de la FIFA de enero de febrero de 2011, del puesto n°108 al 77°. El entrenador Vadim Abramov dijo que, tras su éxito en la competencia, ha recibido muchas ofertas de clubes extranjeros pero él las rechazó, ya que su sueño es llevar a este equipo al Mundial 2014. Durante partidos como el de Australia, se pudieron notar errores defensivos ocultos hasta el momento, los cuales se repitieron en el partido contra Corea del Sur. El centrocampista uzbeko Aziz Haydarov argumentó "Esos errores son comprensibles si tenemos en cuenta que nos faltaban muchos titulares atrás en este torneo, y tuvimos que alinear una retaguardia improvisada. Debemos seguir trabajando en la defensa para hacerlo algo mejor en la fase previa del Mundial".